# تاريخ المانغا
تاريخ المانغا نشأ من مخطوطات يعود تاريخها إلى القرن الثاني عشر. ومع ذلك، ما إذا كانت هذه المخطوطات هي في الواقع لا تزال محل نزاع المانغا، على الرغم من أنه يعتقد أنها تمثل الأساس لمن اليمين إلى اليسار أسلوب القراءة. تقرير مؤلفين آخرين أصول أقرب إلى القرن الثامن عشر. المانغا هو مصطلح ياباني يمكن ترجمتها ب «اسكتشات غريب الاطوار». وهو ما يعني بشكل عام «كاريكاتير» أو «الرسوم المتحركة». ووصف المؤرخون والكتاب في تاريخ المانغا عمليتين واسعة ومتكاملة تشكيل المانغا الحديثة. تختلف وجهات نظرهم في الأهمية النسبية تنسب إلى دور الفعاليات الثقافية والتاريخية التي أعقبت الحرب العالمية الثانية مقابل دور ما قبل الحرب، ميجي، وقبل ميجي الثقافة والفن الياباني.
ويؤكد جهة نظر واحدة الأحداث التي تحدث أثناء وبعد الاحتلال الأمريكي لليابان (1945-1952)، ويشدد على أن المانجا تشكلت بقوة التأثيرات الثقافية الولايات المتحدة، بما في ذلك الولايات المتحدة كاريكاتير جلبت إلى اليابان من قبل الجنود الأمريكيين والصور والمواضيع من التلفزيون الولايات المتحدة، فيلم، والرسوم (وخاصة ديزني). [1] [2] والرأي الآخر، ويمثلها غيرهم من الكتاب مثل فريدريك L. Schodt، كينكوز إيتو، وآدم L. كيرن، استمرارية الضغط من التقاليد الثقافية والجمالية اليابانية، بما في ذلك مسبقا -war، ميجي، وقبل ميجي الثقافة والفن. [3] وفقا لشارون كينسيلا، ساعد ازدهار صناعة النشر اليابانية خلق مجتمع الموجهة نحو المستهلك الذي نشر عمالقة مثل كودانشا يمكن تشكيل الذوق الشعبي.

## قبل الحرب العالمية الثانية
وقد أكد الكتاب مثل تاكاشي موراكامي الأحداث بعد الحرب العالمية الثانية، ولكن موراكامي يرى هزيمة اليابان وإلقاء القنبلة الذرية على هيروشيما وناغازاكي بأنها خلقت ندوب طويلة الأمد على نفسية الفنية اليابانية، التي فقدت في هذا الرأي ثقتها متعافية سابقا في حد ذاته وسعى العزاء في غير مؤذية لطيف (kawaii) الصور. [4] ومع ذلك، يرى تاكايوكي تاتسومي دورا خاصا لتتعدي الحدود الدولية الاقتصادية والثقافية العابرة التي خلقت ثقافة الشباب الدولية ما بعد الحداثة ومشتركة من الرسوم الكاريكاتورية، والأفلام والتلفزيون والموسيقى، وما يتصل بها الفنون الشعبية، التي كانت، لتاتسومي البوتقة التي وضعت المانجا الحديثة.

## بعد الحرب العالمية الثانية
المانجا الحديثة ينشأ في الوظيفة (1945-1952) وبعد الاحتلال سنة (1952-أوائل 1960s)، عندما اليابان العسكرية والقومية المتطرفة سابقا وإعادة بناء البنية التحتية السياسية والاقتصادية. على الرغم من سياسات الرقابة الاحتلال الأمريكي يحظر على وجه التحديد الفن والكتابة أن الحرب سبحانه والعسكرية اليابانية، تلك السياسات لم يمنع نشر أنواع أخرى من المواد، بما في ذلك المانجا. وعلاوة على ذلك، فإن الدستور الياباني 1947 (المادة 21) يحظر كل أشكال الرقابة. كان من نتائج نمو الإبداع الفني في هذه الفترة.

## روابط خارجية
- A History of Manga
- A complete Hokusai Book, Hokusai Manga Vol 12 in Touch & Turn format
- Junichi Nakahara from Shōjo Manga to Fashion (中原淳一)
- Junichi Nakahara – the godfather of manga? نسخة محفوظة 7 يوليو 2014 على موقع واي باك مشين.
- Manga's story starts with kamishibai